# Pacific Four Series 2021
El Pacific Four Series de 2021 fue la primera edición del torneo femenino de rugby de selecciones absolutas.
Fue la primera edición del nuevo torneo femenino, que en su primera edición solo contó con la participación de dos de sus integrantes, esperándose que para 2022 se incorporen las dos restantes (Australia y Nueva Zelanda).
El torneo desde la edición 2022, formará parte de la nueva restructuración del rugby femenino a nivel mundial, siendo parte del proceso clasificatorio a la nueva WXV.

## Equipos participantes
- Selección femenina de rugby de Canadá
- Selección femenina de rugby de Estados Unidos

## Tabla de posiciones
| Pos. | Equipo         | Encuentros | Encuentros | Encuentros | Encuentros | Tantos  | Tantos    | Tantos     | Puntos |
| Pos. | Equipo         | jugados    | ganados    | empatados  | perdidos   | a favor | en contra | diferencia | Puntos |
| ---- | -------------- | ---------- | ---------- | ---------- | ---------- | ------- | --------- | ---------- | ------ |
| 1    | Canadá         | 2          | 2          | 0          | 0          | 41      | 22        | +19        | 9      |
| 2    | Estados Unidos | 2          | 0          | 0          | 2          | 22      | 41        | -19        | 1      |

### Desarrollo
| 1 de noviembre | Estados Unidos | 9 - 15  | Canadá | Infinity Park, Glendale, Estados Unidos |  |
|                |                | Reporte |        |                                         |  |

| 5 de noviembre | Estados Unidos | 13 - 26 | Canadá | Infinity Park, Glendale, Estados Unidos |  |
|                |                | Reporte |        |                                         |  |

| Bandera de Canadá |
| Campeón Canadá    |
| Primer título     |